# Хронология Первой чеченской войны
Пе́рвая чече́нская война́ (Чеченский конфликт 1994—1996 годов, Первая чеченская кампания, Восстановление конституционного порядка в Чеченской Республике) — боевые действия между правительственными войсками России (ВС и МВД) и непризнанной Чеченской Республикой Ичкерия в Чечне и некоторых населённых пунктах соседних регионов российского Северного Кавказа с целью взятия под контроль территории Чечни, на которой в 1991 году была провозглашена Чеченская Республика Ичкерия.

## Хронология

### 1994 год
«Грозный возьмём двумя десантными полками»Министр обороны РФ Павел Грачёв перед вводом войск в Чечню.
- Лето — вооружённую оппозицию президенту ЧРИ Джохару Дудаеву возглавил Временный Совет Чеченской Республики (ВСЧР), возникший в декабре 1993 года в Надтеречном районе. Председателем ВСЧР являлся глава администрации Надтеречного района Умар Автурханов, его заместителем — бывший председатель Шалинского райисполкома Бадруддин Джамалханов[2].
- 3 — 4 июня — Съезд народов Чечни, созванный ВСЧР в селе Знаменское Надтеречного района, выразил недоверие Джохару Дудаеву и его администрации и утвердил ВСЧР, до проведения выборов «наделив его полномочиями высшего органа государственной власти»[2].
- 30 июля — ВСЧР принял Декрет о власти, которым провозгласил отстранение от должности президента Джохара Дудаева и принял на себя «всю полноту государственной власти» в Чечне[2].
- 11 августа — объявлено о формировании пророссийского Временного правительства Чеченской Республики (председатель — директор совхоза Али Алавдинов, вице-премьер — Бадруддин Джамалханов)[2].
- 29 июля — Правительство РФ заявило, что если правительство Дудаева в борьбе с оппозицией будет применять насилие, то российские власти будут вынуждены защитить права и жизни граждан России[2].
- Июль — август — оппозиционная группа бывшего мэра Грозного Бислана Гантамирова установила контроль над Урус-Мартаном и основной территорией Урус-Мартановского района, а группа бывшего начальника охраны Дудаева Руслана Лабазанова — над Аргуном. Одновременно в селе Толстой-Юрт Грозненского района возникла Миротворческая группа Руслана Хасбулатова, который, выступая в качестве руководителя миротворческой миссии, фактически поддерживал требования оппозиции[2].
- 29 августа — на встрече лидеров оппозиционных групп (Умар Автурханов, Руслан Хасбулатов, Руслан Лабазанов, Бислан Гантамиров) в Надтеречном районе было решено объединить действия противников режима под эгидой ВСЧР. Командующим вооруженными формированиями оппозиции стал Бислан Гантамиров[2].
- 16 сентября — Дудаев вводит на контролируемых территориях военное положение.
- 15 октября — Грозный атакован и взят войсками оппозиции (при этом убито было всего 7 человек), но из Москвы поступило указание покинуть город. Отряды Автурханова и Гантамирова спешно вышли из Грозного.
- 26 ноября — Силы ВСЧР при поддержке российских вертолётов и бронетехники атаковали Грозный с четырёх сторон. Со стороны оппозиции в операции принимали участие 1200 человек, 50 танков, 80 бронетранспортёров (БТР) и 6 самолётов Су-27. Силы оппозиции, выдвигавшиеся со стороны Толстой-Юрта, добрались до Театральной площади, однако не доходя до площади Шейха Мансура попали в окружение. Гантамировцы, двигавшиеся со стороны Черноречья, в Заводском районе натолкнулись на отборных бойцов Абхазского батальона. В результате танки, оставшись без прикрытия пехоты, без особых затруднений добрались до центра города, где были расстреляны из гранатомётов. Многие танкисты погибли, десятки попали в плен. Отряд Лабазанова, пытавшийся войти в город через площадь Минутка и проспект Ленина к президентскому дворцу, подвергся мощному пушечному обстрелу. Лишь 2 танка из отряда сумели выполнить задачу, но были подбиты на подступах к президентскому дворцу. Всего штурмующие потеряли 50 человек убитыми, более 20 танков, ещё 20 танков были захвачены дудаевцами. В плен были взяты около 21 военнослужащий[3].
- 1 декабря — Уничтожение чеченской авиации.
- 9 декабря — Президент РФ Борис Ельцин подписал указ «О мерах по пресечению деятельности незаконных вооруженных формирований на территории Чеченской Республики и в зоне осетино-ингушского конфликта»[4]. В тот же день Правительство РФ приняло постановление, предусматривающее использование Вооруженных Сил для проведении операции на территории Чеченской Республики[2]. Во Владикавказе начались переговоры между рабочими группами правительства РФ и правительства самопровозглашенной Чеченской Республики Ичкерия[2].
- 11 декабря — подразделения Минобороны и МВД России вошли на территорию Чечни[5].
- 12 декабря
  - Колонна федеральных войск была обстреляна со стороны станицы Ассиновская. Среди российских военнослужащих имелись убитые и раненые. Ассиновская была окружена. У села Новый Шарой толпа жителей близлежащих сёл блокировала дорогу.[6]
  - В 14.20 около села Долинское, в 25 километрах к северо-западу от Грозного, ВС ЧРИ под командованием Вахи Арсанова нанесли ракетный удар по подразделению десантно-штурмового батальона российских войск из РСЗО «Град». В результате удара 6 военнослужащих погибли и 13 были ранены. Незадолго до удара разведка обнаружила чеченские «Грады», которые были готовы для нанесения ударов по российским позициям, однако командование не смогло воспользоваться разведданными.[7] Российская сторона немедленно ответила авиаударами с боевых вертолётов и самолётов по позициям чеченцев.[8] К 22 декабря силы ЧРИ продолжали контролировать село.
- 13 декабря — предоставление слова представителю от «Конфедерации народов Кавказа» (КНК) на заседании Государственной Думы. Вице-президент КНК Жантемир Мухамедович Губачиков потребовал, от имени чеченского народа и всех кавказцев, по поручению чрезвычайного съезда народов Кавказа, который состоялся в Нальчике 11 декабря, «немедленно вывести российские войска с территории Чечни», «отменить старое решение Верховного Совета Российской Федерации в отношении нелегитимности и незаконности избрания Президента Чеченской Республики», и привлечь к уголовной ответственности тех, кто вооружил оппозицию, тем самым, по утверждению Ж. М. Губачикова, развязав войну[9].
- 14 декабря
  - Президент РФ Борис Ельцин направил руководителю чеченских сепаратистов Джохару Дудаеву ультиматум с требованием сложить оружие, обещая в противном случае начать штурм Грозного[10].
  - Ми-8 (325-й отдельный вертолётный полк) подбит огнём с земли в районе Нового Шароя, выполняя полёт с грузом продуктов и медикаментов. Совершил вынужденную посадку; два члена экипажа убиты противником на земле, третий умер в плену от ран.
  - Переговоры российских властей с правительством Ичкерии во Владикавказе были приостановлены[2].
- 17 декабря — указом Ельцина было создано Территориальное управление федеральных исполнительных органов власти в Чеченской Республике[2].
- 19 декабря — части 76-й гвардейской десантно-штурмовой дивизии под командованием генерал-майора Бабичева обошли Самашки с севера и вместе с другими частями российских сил прошли по ненаселённому и безлесному гребню Сунженского хребта до западных окраин Грозного, где вступили в бой с дудаевскими формированиями[11].
- 20—21 декабря — начались бои на подступах к Грозному[2].
- 20 декабря — Ми-8МТВ-2 (ВВ МВД) сбит выстрелом из РПГ во время эвакуации потерь в районе станицы Петропавловская. Погибли 5 человек.
- 22 декабря — на Московской окружной железной дороге под товарным составом, проходившим перегон между станциями Кожухово и Канатчиково, взорвалась самодельная бомба, начиненная 400 граммами тротила[12].
- 24 — 28 декабря — Битва за Ханкалу.
- 27 декабря — в 21.05 произошёл взрыв в автобусе 33-го маршрута на конечной станции у южного входа на ВДНХ[13]. Получил ранение водитель автобуса. Пассажиры успели выйти из салона, поэтому не пострадали. По предварительным данным следствия, заказчиками теракта были «представители одной из чеченских группировок». Экспертиза показала, что сработало безоболочное взрывное устройство фугасного типа, равное по мощности 250 граммам тротила, заложенное под передним сидением автобуса.
- 31 декабря 1994 — 6 марта 1995 — Штурм Грозного, в начале которого российская армия понесла наибольшие в ходе войны потери[2].
- Декабрь — В районе Шатоя огнём с земли сбит самолёт 899-го гвардейского штурмового авиаполка. Пилот катапультировался. Командир эскадрильи Виктор Бондарев подавил зенитные средства ЧРИ, и, до прибытия спасательного вертолёта, огнём с неба отгонял сепаратистов от места приземления лётчика. Сбитый лётчик был спасён[14].

### 1995 год
- 3 января — бомбардировка Шали кассетными бомбами.
- 5 января — Ми-8 (ВВ МВД) сбит выстрелом из РПГ в районе Каргалинской плотины, выполняя атаку наземных целей. Погибли 4 члена экипажа.
- 7 января — в горных районах окружены чеченскими силами и сдались в плен 48 военнослужащих 22-й отдельной бригады спецназа ГРУ[15].
- 15 января — серия взрывов в Москве. В Москве были взорваны бомбы в Московском государственном педагогическом университете, физико-математической школе № 354, в гостинице «Метрополь» и трансформаторной подстанции № 510 «Мосэнерго». Жертв не было. После взрывов милиция получала ультиматумы от «группы офицеров» о выводе войск из Чечни[16][17][18].
- 19 января — российские войска взяли Президентский дворец в Грозном, после чего основные силы дудаевцев отошли в южные районы Чечни[2].
- 25 января — два Ми-24В (178-й отдельный вертолётный полк) столкнулись с землёй, выполняя боевой вылет на малой высоте в сложных метеорологических условиях. Оба экипажа (6 человек) погибли.
- 3 февраля — Су-24М столкнулся с горой в плохих метеорологических условиях юго-восточнее станицы Червлённая. Оба члена экипажа погибли.
- 4 февраля — Су-25 (368-й отдельный штурмовой авиаполк) сбит огнём ЗСУ-23-4 в районе Чечен-Аул. Пилот Николай Баиров катапультировался и был объявлен пропавшим без вести (позже признан погибшим); посмертно удостоен звания Героя России. Су-25 (368-й отдельный штурмовой авиаполк) осуществлял прикрытие Баирова после его катапультирования и подбит зенитным огнём. Пилоту удалось вернуть машину на аэродром, однако она не восстанавливалась. Позднее отреставрирована и в 2002 году поставлена в Будённовске в качестве памятника[19][20].
- 6 февраля — на улице Тёплый Стан в Москве в жилом доме сработало взрывное устройство, эквивалентное 200 граммам тротила. Жертв не было[17][21].
- 8 февраля — Президент ЧРИ Джохар Дудаев вместе со своими вооруженными отрядами покидает Грозный, признавая таким образом потерю города. Боевые действия продолжаются на Юге и на востоке от Грозного.
- 10 марта
  - Начало боёв за Бамут.
  - В Бамуте разведвзвод 131-й отдельной мотострелковой бригады под командованием сержанта Данилы Бларнейского, будучи под огнём сепаратистов, спас 18 детей, находившихся в горящем амбаре. В этом бою погибло 24 из 27 бойцов разведвзвода. Все дети остались живы, старшая девочка, Таня Бланк, получила лёгкое ранение в ногу. Раненый сержант Данил Бларнейский был представлен к званию Героя Российской Федерации, 26 марта награждён орденом Мужества.
- 15 — 23 марта — штурм и взятие Аргуна российскими войсками[2].
- 30 марта — российские войска без боя вошли в Гудермес[2].
- 31 марта — российские войска без боя вошли в Шали[2].
- Март — май — Бой за цементный завод в Чири-Юрте.
- 7 апреля — Массовое убийство в Самашках. Бои сопровождались многочисленными жервами среди мирного населения[2]. Особую обеспокоенность правозащитных организаций вызвала «зачистка» села после боя, в ходе которой, по их данным, было убито свыше 100 мирных жителей[22].
- 10 апреля — российские силы с минимальными потерями захватили Ачхой-Мартан[2], Закан-Юрт[2], Давыденко и Новый Шарой.
- 15 — 18 апреля — безуспешная попытка штурма Бамута[2].
- 16 апреля — Ми-24 разбился (вероятно, сбит). Экипаж погиб.
- 18 апреля — в окрестностях Бамута, при штурме высоты 444,4 — «Лысая гора», попала в засаду группа отряда спецназа ВВ «Росич». В бою отряд «Росич» потерял 10 человек убитыми и 17 раненными.
- 26 апреля —  под давлением протестов со стороны российской и международной общественности  Борис Ельцин объявил мораторий на военные действия в Чечне с 28 апреля по 12 мая. Фактически мораторий нарушался обеими сторонами[2].
- 30 апреля — Ми-24 повреждён зенитным огнём в районе Гиляны во время перемирия по случаю 50-й годовщины Победы над Германией. Совершил вынужденную посадку на территории Дагестана. Экипаж не пострадал, машина списана.
- 5 мая — Су-25 (368-й отдельный штурмовой авиаполк) сбит огнём ДШК в районе Беноя во время перемирия по случаю 50-й годовщины Победы над Германией. Пилот погиб.
- 12 мая — федеральные силы начали широкое наступление в предгорных районах, на веденском, шатойском и агиштынском направлениях[2].
- 24 мая (23?) — Ми-24 (55-й отдельный боевой вертолётный полк) потерян в районе Чечен-Аул в результате технической неисправности или огня с земли. 3 члена экипажа погибли.
- 3 июня — российские войска вошли в Ведено, который являлся важным опорным пунктом сторонников Дудаева[2].
- 4 июня — Ми-24 (225-й отдельный боевой вертолётный полк) сбит огнём с земли в районе Ножай-Юрта. Оба члена экипажа командир, капитан А. Н. Карпов и лётчик-оператор, лейтенант В. А. Хохлачёв — погибли.
- 9 июня — Ми-8МТ (325-й отдельный вертолётный полк) сбит огнём с земли в районе Шарой. Погибли 2 (по другим данным, 3) члена экипажа.
- 11 июня (12?) — Ми-8 подбит огнём ЗУ-23-2 в районе Шатоя и сгорел после падения. Экипаж выжил.
- 13—14 июня — российские войска захватили райцентр Шатой, который после отступления формирований Дудаева из Грозного являлся столицей Ичкерии[2].
- 14 июня — российскими войсками взят райцентр Ножай-Юрт[2].
- 14 — 17 июня — террористический акт в Будённовске, который ознаменовал переход сопротивления российской интервенции в Чечне от форм партизанской войны к формам партизанско-диверсионной борьбы[2].
- 29 — 30 июля — в Грозном подписаны соглашения о прекращении огня[2]. Однако боевые действия остановить не удалось.
- 16 августа — после отправления поезда «Казань — Москва» в служебном купе произошел взрыв, проводница получила сильные ожоги. Преступники не найдены[23].
- 20 августа — отряд полевого командира Хамзатова захватил Аргун, и через два часа отступил в горы без потерь.
- 20 сентября — взрыв в Грозном при следовании колонны с руководством республики и представителем президента России. Жертв не было.
- 27 сентября — Ми-8МТ сбит огнём с земли при заходе на посадку в Ханкале с ранеными на борту. Один из пассажиров умер от полученных ранений.
- 6 октября — в Грозном произошло покушение на командующего федеральной группировкой войск генерал-лейтенанта Анатолия Романова. Генерал получил тяжёлые травмы и в течение многих лет после покушения находился в коме. В свою очередь, были нанесены «удары возмездия» по чеченским сёлам[24].
- 8 октября — предпринята неудачная попытка ликвидации Дудаева — по селению Рошни-Чу нанесён авиационный удар. В селе было разрушено более 40 домов, погибли 6 и получили ранения 15 местных жителей[25].
- 5 декабря — Ми-24 (112-й отдельный транспортно-боевой вертолётный полк) при сопровождении вертолёта Ми-8 столкнулся с землёй по неизвестной причине в районе Карабулах (Ингушетия). Оба члена экипажа погибли.
- 10 декабря — вооружённые силы Салмана Радуева захватили Гудермес, но после 8-дневных боёв с применением авиации, РСЗО «Град» и артиллерии, отступили.
- 14 декабря
  - отряды Руслана Гелаева захватили Урус-Мартан и Ачхой-Мартан, но 19 — 20 декабря отступили. В операции по их изгнанию из данных населённых пунктов впервые участвует пророссийская чеченская милиция.
  - Ми-24 подбит огнём с земли и предположительно потерян. Оба члена экипажа спасены.
- 16—17 декабря — на подконтрольной российскими войсками территории состоялись выборы Главы Чеченской Республики, в ходе которых бывший председатель Верховного Совета Чечено-Ингушетии Доку Завгаев, по официальным данным, получил 303,2 тыс.голосов или 96,4 % голосов избирателей, принявших участие в голосовании. (Позже сторонники Дудаева, а также российские и международные наблюдатели оспорили итоги выборов)[2].

### 1996 год
- 9 — 18 января — террористический акт в Кизляре.
- 16 — 19 января — в турецком порту Трабзон восемь участников террористической группировки «Внуки Шамиля» захватили на пароме «Авразия» в заложники около 233 человек, в том числе около 100 граждан России. Нападавшие сдались без боя в результате переговоров с турецкими властями и позднее были приговорены к различным срокам заключения.
- 17 — 20 февраля — штурм посёлка Ойсхара на востоке Чечни российскими войсками. Большие потери обеих сторон: чеченцы признают гибель 20 бойцов со своей стороны и заявляют об уничтожении 300 российских военнослужащих. Российская сторона признала гибель 18 своих солдат и утверждала о гибели 200 солдат противника. Аслан Масхадов и Салман Радуев успевают уйти.
- 3 — 4 марта — операция в селении Серноводская на западе Чечни. Отряды полевого командира Ахмеда Закаева теряют, по официальным российским данным, более 100 человек убитыми, но прорываются из блокированного населённого пункта.
- 6 — 8 марта — рейд ВС ЧРИ на Грозный, под общим командованием Аслана Масхадова.[26].
- Март — российские войска вновь берут штурмом селения Самашки и Орехово. Потери живой силы полевого командира Хизира Хачукаева в Самашках составили от 40 до 100 человек убитыми. В Орехово гибнет до 40 солдат ЧРИ, российская армия лишилась 28 человек убитыми и 69 ранеными, хотя чеченцы утверждают об уничтожении 100 военных, 4 танков и 10 БМП.
- 30 марта — Бой под сёлами Сержень-Юрт и Беной у входа в Веденское ущелье 104-й гвардейской воздушно-десантной дивизии. Большие потери со стороны федеральных войск.
- 31 марта — Борис Ельцин выступил с новой программой урегулирования конфликта в Чечне. Согласно плану с 24 часов 31 марта все войсковые операции в Чечне должны были быть прекращены (фактически военные действия возобновились уже на следующий день — 1 апреля, российская сторона стала именовать действия федеральных войск “специальными операциями”). Предполагалось начать поэтапный вывод федеральных войск на административные границы Чеченской Республики, созвать мирный политический форум, провести свободные демократические выборы и т.д.[2]
- 4 апреля — Су-25 (368-й отдельный штурмовой авиаполк) подбит огнём ЗУ-23-2. Пилот катапультировался и спасён.
- 14 апреля — Ми-8 (70-й отдельный смешанный авиационный полк) сбит огнём с земли в районе Виноградное. Погибли 4 человека.
- 15 апреля — начат вывод российских войск из Чечни[27].
- 16 апреля — в Аргунском ущелье у села Ярышмарды попала в засаду и понесла тяжёлые потери колонна российских войск. Потери составили до 100 человек убитыми.
- 21 апреля — в районе села Гехи-Чу, в 30 километрах от Грозного, убит президент Чеченской Республики Ичкерия Джохар Дудаев[2]. Это произошло во время разговора Дудаева по телефону. Его спутниковый телефон был запеленгован российскими спецслужбами. В воздух были подняты два штурмовика с самонаводящимися ракетами. Дудаев погиб от удара одной из этих выпущенных в него ракет.
- 22 апреля — Государственный совет обороны Ичкерии объявил новым главой администрации сепаратистов Зелимхана Яндарбиева[2].
- 23 апреля — бывший глава чеченской делегации на переговорах с Москвой Хож-Ахмед Яриханов заявил: «Дудаев убит, в этом нет сомнения. Вместе с Дудаевым погибло несколько человек из числа его ближайшего окружения, в том числе его помощник Дуквах Ибрагимов, а также военный прокурор Магомед Жаниев». Армейское командование подтвердило: ракетный обстрел местности, где якобы находился в это время лидер чеченских сепаратистов, имел место. Вместе с тем, смерть Дудаева оставила ряд вопросов.
- 5 мая — Су-25УБ (368-й отдельный штурмовой авиаполк) сбит ПЗРК. Оба члена экипажа, Игорь Свиридов и Олег Исаев, погибли.
- 19 — 24 мая — штурм и взятие Бамута российскими войсками под командованием генерал-майора Владимира Шаманова. В том же месяце российские войска установили контроль над сёлами Гойское и Старый Ачхой.
- 27 мая — в Москве состоялась встреча между Ельциным и Яндарбиевым, в итоге которой была подписана Договоренность о прекращении огня, боевых действий и мерах по урегулированию вооруженного конфликта на территории Чечни[2].
- 28 мая — незадолго до президентских выборов Борис Ельцин посетил с визитом Чечню. Выступая перед военнослужащими российских войск, он заявил: «Война окончилась. Победа за вами. Вы победили мятежный дудаевский режим»[28]. В этот же день руководители российской и чеченской делегаций Вячеслав Михайлов и Хож-Ахмед Яриханов подписали Протокол по вопросу урегулирования вооруженного конфликта на территории Чечни[2].
- 29 мая — Ми-8МТВ (10-я отдельная авиационная эскадрилья) уничтожен управляемой ракетой на земле при выполнении специального задания. Погибли 2 человека.
- 6—10 июня — в Назрани происходили встречи российской и чеченской комиссий по переговорам, которые возглавляли Вячеслав Михайлов и Аслан Масхадов. В итоге были подписаны Протокол заседания комиссий по переговорам и Протокол заседания рабочих групп по розыску пропавших без вести и освобождению насильственно удерживаемых лиц. Стороны согласились в целях реализации московских договоренностей исключить использование любых типов вооружений в боевых целях (в том числе артиллерийские обстрелы и бомбардировки с воздуха), запретить проведение любых войсковых операций и атак (в том числе “специальных операций”), а также теракты и диверсии, захват и блокирование населенных пунктов, военных объектов и дорог, похищение и захват заложников и пр. До 7 июля предусматривалось ликвидировать блок-посты, а до конца августа 1996 года — завершить вывод федеральных войск с территории Чечни. Комиссии договорились, что в Чечне будут проведены свободные демократические выборы с участием всех реальных политических сил при международном контроле по завершению вывода российских войск с территории Чечни и ее демилитаризации[2].
- 7 июня — взрыв в подъезде жилого дома на Олимпийском проспекте в Москве. Были ранены 3 человека[18].
- 11 июня — взрыв самодельного взрывного устройства (мощностью 500—800 граммов тротила) на перегоне между станциями «Тульская» и «Нагатинская» московского метро. 4 человека погибло, 12 госпитализировано.[29]

- 16 июня — вопреки назрановским договоренностям, на подконтрольной российскими войсками территории состоялись выборы депутатов Народного собрания (Парламента) Чеченской Республики. Избранное Народное собрание состояло из двух палат: Палаты Представителей (председатель — Амин Осмаев) и Законодательной палаты (председатель — бывший премьер Временного Совета ЧР Али Алавдинов)[2].
- 20 июня — Ми-8МТ сбит в районе Черентой. Погиб 1 член экипажа, капитан Д. Орехов.
- 28 июня — взрыв на автовокзале в Нальчике (Кабардино-Балкария) пассажирского автобуса «Икарус», следовавшего по маршруту «Минеральные Воды — Нальчик — Владикавказ». Погибло 6 человек, ранено более 40. Мощность взрывного устройства составила 4 кг в тротиловом эквиваленте. Кроме того, были заминированы вагон местной электрички и железнодорожный вокзал города Прохладный (Кабардино-Балкария), но эти бомбы не сработали. По данным следствия, организатором теракта был чеченский полевой командир Руслан Хайхороев, непосредственными исполнителями — братья Исмагил и Ахмед Вороковы (15 и 16 лет). 17 марта 1997 года Верховный суд Кабардино-Балкарии приговорил Ахмеда к 7, а Исмагила к 7,5 годам воспитательной колонии общего режима[30][31][32][33].
- 11 июля
  - Взрыв в троллейбусе маршрута № 12 на Пушкинской площади, в Москве. Ранено 8 человек[34].
  - Генерал Вячеслав Тихомиров выдвинул ультиматум об освобождении чеченской стороной в одностороннем порядке всех пленных и заложников[2].
- 12 июля
  - Взрыв в троллейбусе  на проспекте Мира в Москве. Ранено 26 человек[34].
  - Федеральное командование начало широкую военную операцию против ВС ЧРИ в Шатойском, предприняв попытку захватить Шатойскую котловину и предгорную зону для дальнейшего наступления на горные районы, где находились основные силы сепаратистов[2].
- 19 июля — взрыв самодельного взрывного устройства в здании железнодорожного вокзала Воронежа (Воронеж-I). По данным следствия, три женщины, приехавшие с Кавказа, занесли огромную сумку и «забыли» её в центре зала ожидания, затем уехали на поджидавшей их машине. Время взрыва было установлено на 14:00, но по случайности сработали лишь детонаторы, а основной заряд взрывчатого вещества (мощностью около 20 кг в тротиловом эквиваленте) не сдетонировал. Ответственность за теракт взяли на себя чеченские боевики[35].
- 25 июля — в Волгограде мощным взрывом был разрушен хвостовой вагон пассажирского поезда, прибывшего из Астрахани. Взрывное устройство сработало уже после того, как люди покинули поезд.
- Июль — российские войска проводят успешные операции в селах Гехи и Махкеты, в Шатойском и Веденском районах Чечни. 11 июля в бою за село Гехи гибнут командиры с обеих сторон — командующий Юго-Западным фронтом Вооружённых Сил ЧРИ генерал Докку Махаев и заместитель командующего Северо-Кавказским округом ВВ МВД РФ генерал-майор Николай Скрыпник. Одновременно крупные группы сепаратистов почти ежедневно атакуют позиции российских войск у селения Бамут, но их отражают при помощи миномётов и артиллерии.
- 6 — 22 августа — операция «Джихад», в ходе которой чеченские войска восстанавливают контроль над Грозным, а также над Гудермесом и Аргуном[2].
- 12 августа — на станции Трубная (город Волжский Волгоградской области) в вагоне поезда «Астрахань — Волгоград» произошел взрыв. 1 человек погиб, 8 получили ранения.
- 15 августа — в ходе переговоров секретаря Совета безопасности РФ Александра Лебедя с руководством сепаратистов было достигнуто соглашение о прекращении огня, однако фактически в Грозном продолжались локальные столкновения[2].
- 22 августа — на переговорах Лебедя с Масхадовым в Новых Атагах была достигнута договоренность о “частичном” отводе федеральных войск и о создании совместных комендатур. Фактически власть в Грозном и на всей территории Чечни стала переходить в руки сепаратистов[2].
- 31 августа принимаются Хасавюртовские соглашения, подписанные Асланом Масхадовым и Александром Лебедем, рассматриваемые многими сторонниками целостности РФ как предательские. Начинается вывод российских войск из Чечни.